# 真裸皮鮋屬
真裸皮鮋屬是鮋形目鮋亞目真裸皮鮋科之下一個屬，其品種在印度洋及西太平洋均有出現。

## 分類
真裸皮鮋屬（Tetraroge）下分2種：
- 髭真裸皮鮋（Tetraroge barbata (G. Cuvier, 1829) ）
- 無鬚真裸皮鮋（Tetraroge niger (G. Cuvier, 1829)）